# شاهزاده پنسیلوانیا
شاهزاده پنسیلوانیا (به انگلیسی: The Prince of Pennsylvania) فیلمی محصول سال ۱۹۸۸ و به کارگردانی ران نیسوانر است. در این فیلم بازیگرانی همچون فرد وارد، کیانو ریوز، بانی بدیلیا، ایمی مدیگان و جی او. ساندرس ایفای نقش کرده‌اند.